# Wilhelmsburg (Amburgo)
Wilhelmsburg è un quartiere (Stadtteil) di Amburgo, appartenente al distretto (Bezirk) di Hamburg-Mitte che comprende ampie parti del porto di Amburgo.

## Curiosità
In questo distretto, precisamente in un magazzino industriale di Industriestraße, è stato ambientato il film Soul Kitchen di Fatih Akın.